# جبل لوشان
تقع جبال لوشان في شمالي مقاطعة جيانغشي الصين، وتعتبر إحدى الجبال المشهورة في الصين، تتميز بمناخها المعتدل، حيث لا تتجاوز درجة الحرارة فيها 22 في الصيف.
وقد أدرج جبل لوشان في قائمة مواقع التراث العالمي وقائمة «الحدائق الجيولوجية العالمية»، كما تم اختياره كموقع سياحي بيولوجي للأمم المتحدة.
تحتل منطقة الجبل مساحة 282 كيلومتر مربع. فيها قمة «هانيانغ» الكبرى بارتفاع 1474م وهي القمة الرئيسية، و171 قمة مشهورة أخرى منها قمة «شانغشياو» وقمة «هانبوه».. تكثر في أودية الجبل جداول وشلالات منها شلال كايشيان وشلال سانديتشوان.. وتشكل هذه القمم والجداول والشلالات مناظر جبل لوشان.

## المناخ
معتدل المناخ وغزير المطر وملتفع بالسحاب والضباب في 191 يوما سنويا نتيجة لاقترابه من بحيرة بويانغ ونهر اليانغتسي. وتختفي القمم في السحاب والضباب في نهاية الربيع وبداية الصيف. وتصل مساحة الجبال المغطاة بالأشجار إلى أكثر من 76%، ويعيش فيها 2000 نوع من الحشرات و170 نوعا من الطيور و37 نوعا من الحيوانات إلى جانب أكثر من 2400 نوع من النباتات المختلفة، كما يمتاز هذا الجبل بمناظره الطبيعية المختلفة حسب تغيرات الفصول الأربعة.

## الأهمية
تتفرد جبال لوشان بثقافتها الدينية، حيث تجمع 6 أديان مختلفة وهي البوذية والمسيحية والإسلام والطاوية والكاثوليكية والأرثوذكسية. وتحتوي على تراث معماري ديني كبير يفوق 500 موقعا. كما زار الجبل كثير من الشعراء والعلماء القدامى منهم تاو يوان مينغ ولي باي وباي جيوي يي، وقد نظموا 4000 قصيدة حوله. كما نسك فيه عدد كبير من الأدباء لاعتزال ضجيج الناس وازعاج الحياة الدنيا. كان معهد «باي لو دونغ» (كهف الأيل الأبيض) الذي ما زال موجودا إلى اليوم مكانا نسك فيه لي بوه (773-831).. شاعر في عهد أسرة تانغ. وفي عهد أسرة سونغ الشمالية، نشر العالم تشو شي الفلسفة الكونفوشية فيه مما جعله معهدا ومركزا هاما لتعليم الثقافة التقليدية خلال مئات السنوات.
ومنذ عام 1885، بدأ الكهان والتجار الأجانب من 20 دولة بما فيها روسيا وبريطانيا والولايات المتحدة وفرنسا وألمانيا وإيطاليا واليابان والأكلبر والأعيان الصينيون بناء الفيلات في جبل لوشانلا بأساليب معمارية مختلفة، منها الكنائس الرومانية والقوطية، والبنايات البيزنطية المتميزة بالأشكال الفنية الشرقية والغربية، والديار اليابانية، والمساجد الإسلامية.

## معرض صور

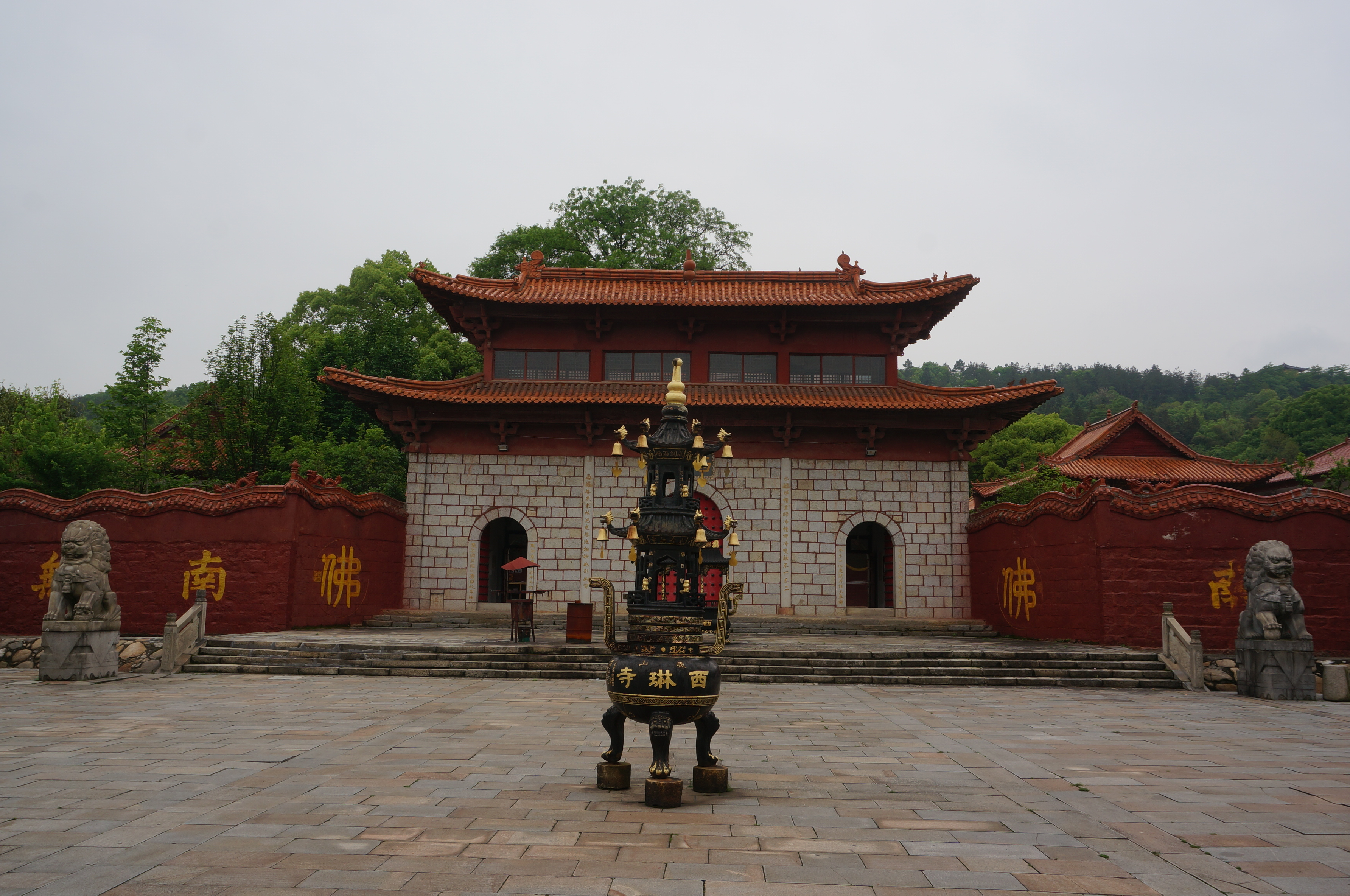
معبد شيلين في جبل لو
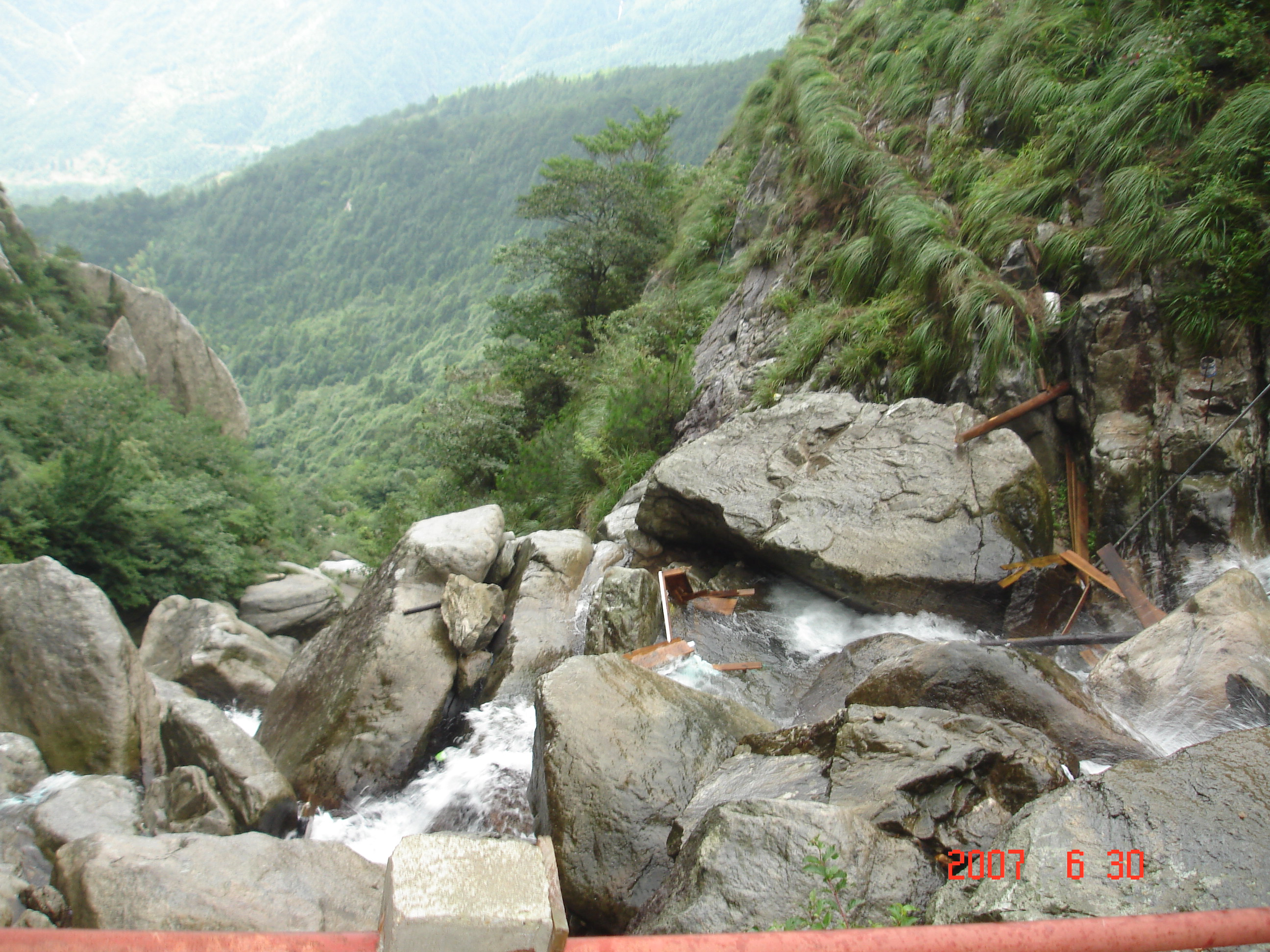
صخور الجبل
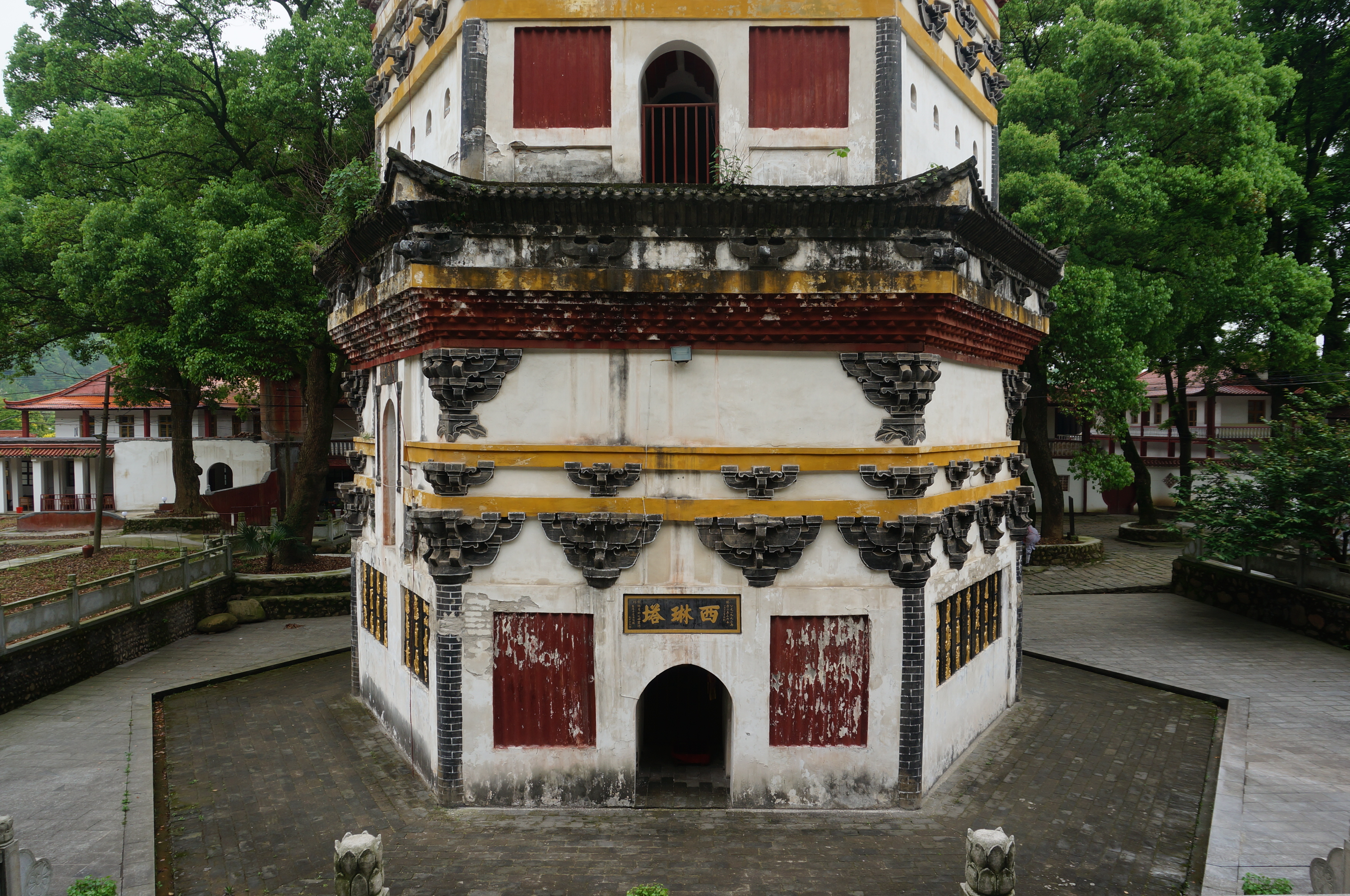
معبد على الجبل
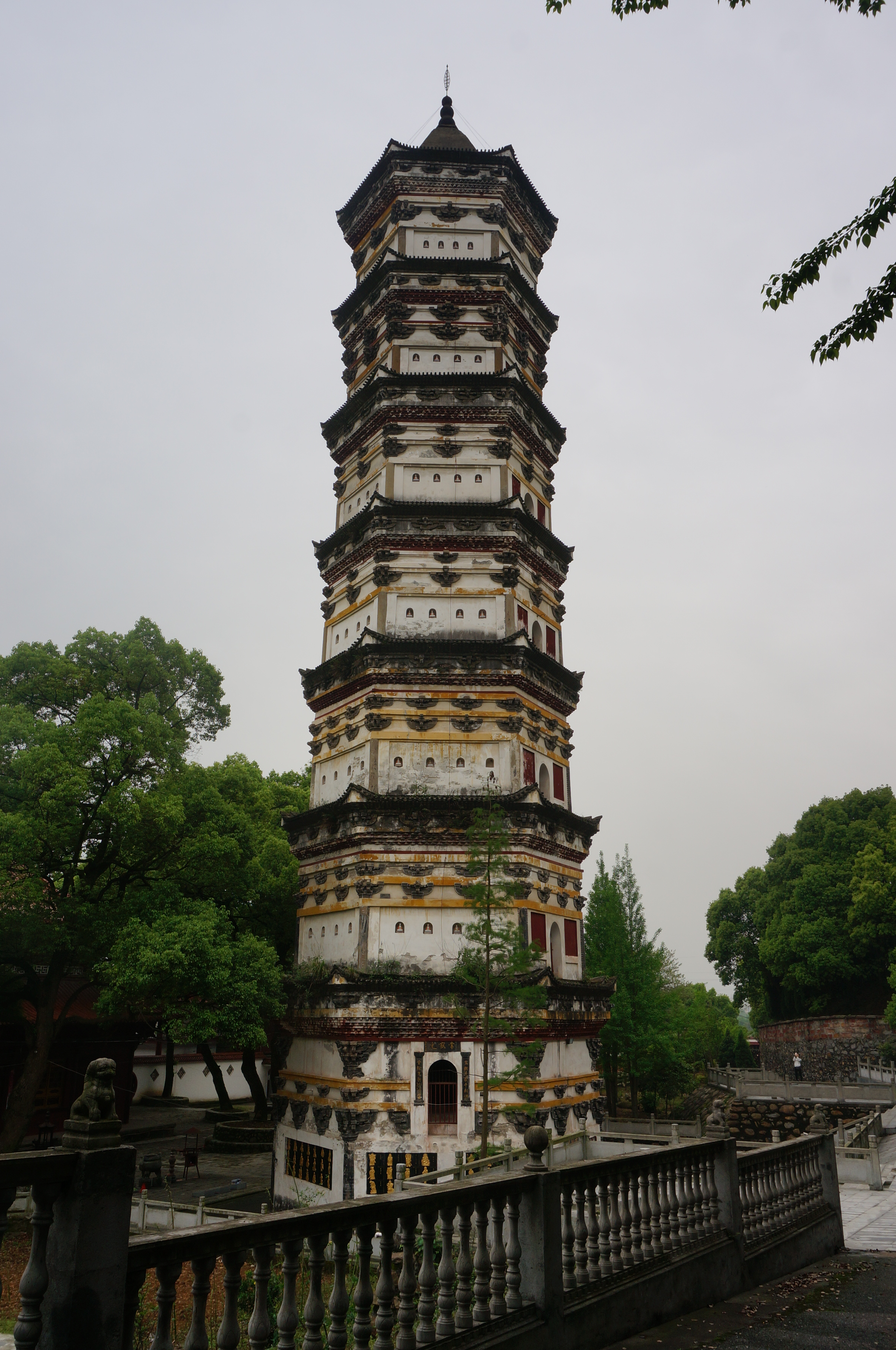
معبد على الجبل
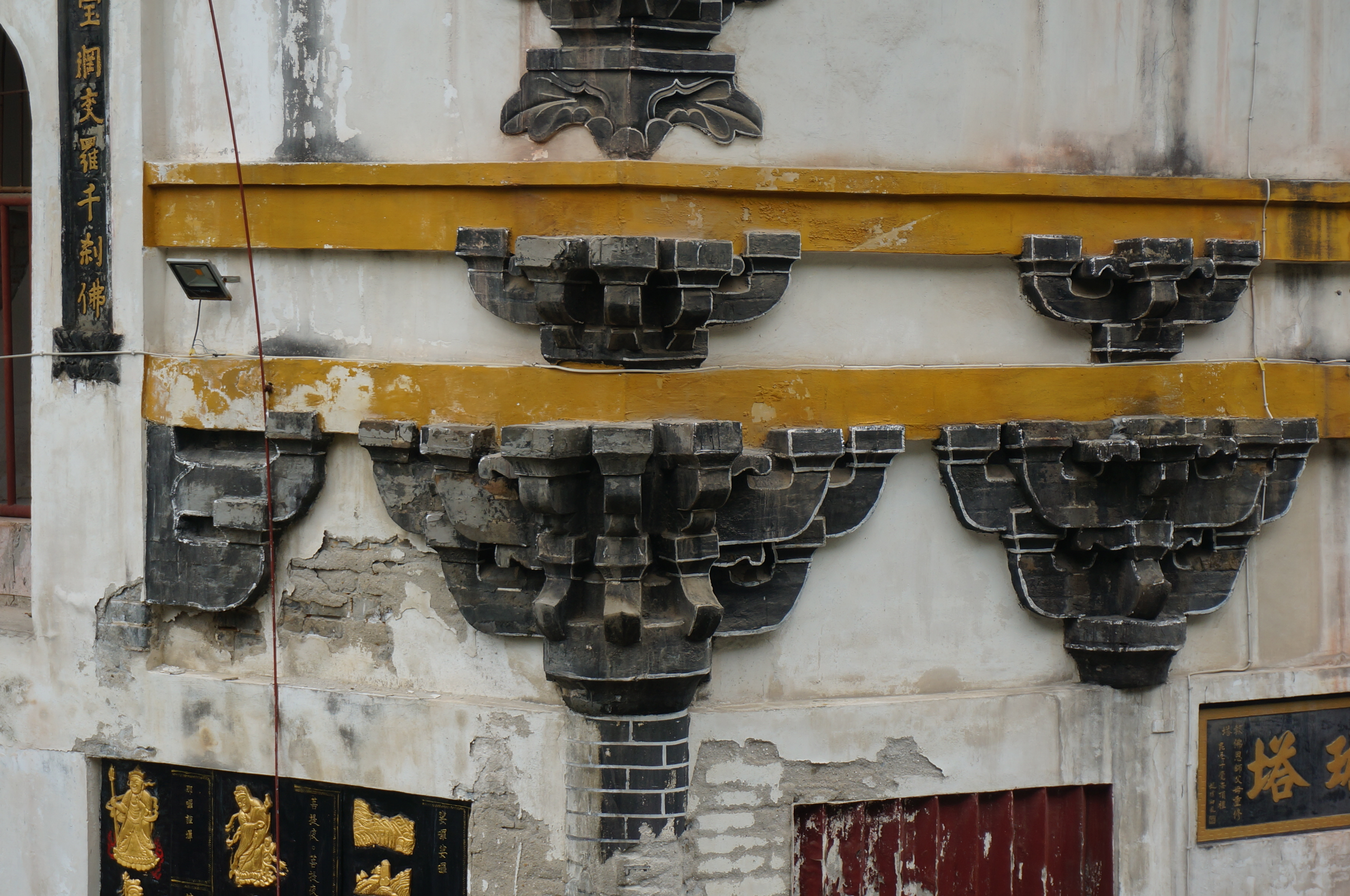
صورة مقربة للمعبد